# Caladan
Caladan es un planeta ficticio del universo de Dune creado por Frank Herbert, mencionado por primera vez en la novela de 1965 Dune.
Caladan, el tercer planeta de Delta Pavonis, es el feudo ancestral de la Casa Atreides, y el hogar de Paul Atreides durante quince años. La familia Atreides ha controlado el feudo de Caladan durante veintiséis generaciones, habitando el antiguo Castel Caladan.

## Descripción general
La superficie del planeta está predominantemente cubierta por agua y el clima planetario está caracterizado por abundantes precipitaciones y fuertes vientos que, sin embargo, son lo suficientemente tolerables, para que resulte innecesario  utilizar medidas de control climático especiales de gran costo. Una tierra habitable a veces caracterizada por suaves prados, ciénagas y bosques densos. Entre sus especies nativas se encuentran el pino marítimo, algas kelp, los peces pantera (un gran depredador con aletas que parecen garras) y corales que producen joyas. Los recursos básicos de Caladan consisten principalmente en la agricultura y la biomasa, con el arroz pundi, localmente producido y cultivado, que constituye su principal exportación, y la pesca, una fuente de sustento tradicional para su gente. Otros productos tradicionales incluyen vino y ganado variado, principalmente vacuno. La cocina de Caladan es bastante refinada, con muchos platos con carne.

## Serie original
En Dune (1965), el duque Leto Atreides dejó Caladan por el planeta desierto Arrakis para asumir un control temporal sobre las operaciones de extracción del melange del planeta, bajo órdenes del emperador. Paul Atreides, hijo de Leto, asciende al poder de toda la población nativa Fremen de Arrakis, usando su posterior control del planeta y el suministro de la preciada especia melange para destronar al emperador padishah del universo conocido, Shaddam IV.
En la ascensión de Atreides al Trono Imperial al final de Dune, la Dama Jessica solicita, y se le concede, el ducado de Caladan. Excepto por los acontecimientos en Hijos de Dune, reinó y vivió en Caladan hasta el final de su vida.
En la novela El mesías de Dune (1969), Paul gobierna el universo desde Arrakis, mientras que la Dama Jessica obtuvo el control de Caladan. Muchos años después de la muerte de Paul, Jessica regresa a Arrakis en Hijos de Dune (1976), para evaluar el estado del Imperio, el cual es gobernado por su hija Alia Atreides hasta que los hijos gemelos de Paul alcancen la mayoría de edad.
Después de la novela Dios emperador de Dune, el planeta pasó a llamarse simplemente Dan.

## Leyendas de Dune
En Leyendas de Dune (2002-2004) escrito por Brian Herbert y Kevin J. Anderson, la historia se centra en un momento 10.000 años antes de los eventos de Dune.
Caladan se incorporó a las Grandes Casas por primera vez tras el comienzo del Jihad Butleriano, por protección frente a Omnius. Este es el lugar donde el primer Atreides, Vorian Atreides, conoce al amor de su vida, Leronica Tergiet, que lleva una taberna en un puerto. Vor invierte mucho tiempo en Caladan, y se da cuenta de que, de todos los planetas que había visto durante su servicio a la Armada del Jihad, este es su favorito. Vorian le dijo a Leronica que quería construir un castillo aquí y actuar como un hombre noble, algo que a Leronica le resultó gracioso. Es algo irónico, ya que Caladan finalmente terminaría como el ducado de los Atreides.
La casa Atreides obtuvo el ducado de Caladan en el año 8711 a. C., y se volvió muy popular entre la población del planeta por su mandato honorable. La familia Atreides reinaría este planeta durante veintiséis generaciones. El Duque Paulus Atreides, como está escrito en la novela Dune: La Casa Atreides, también conocido como el 'Viejo Duque', fue muy amado por su gente por su afición a luchar contra toros de Salusa en grandes espectáculos, y sus tendencias a la franqueza. Por ejemplo, el duque Paulus acoge a un joven Duncan Idaho, que había escapado recientemente de Giedi Prime, donde se convertirá en un importante personaje en las novelas de Dune.
Caladan tuvo una gran fuerza defensiva militar basada en una superioridad aérea y naval, y la gente de Caladan son ferozmente leales a la Casa Atreides. Se ha dicho que las fuerzas de élite del ejército Atreides pueden ser incluso rivales para los Sardaukar del Emperador en valor en la lucha. Debido a esta fuerza militar, Caladan es considerado inexpugnable, que propicia la conspiración de los enemigos de la Casa Atreides para llevarlos a una posición más vulnerable en Arrakis. El ducado es dado al Conde Fenring y su esposa durante la ausencia de los Atreides.
- Datos: Q2445640